# Powidz (Powiat Słupecki)
Powidz (deutsch Kurheim, älter auch Powedist) ist ein Dorf und Sitz der gleichnamigen Landgemeinde im Powiat Słupecki der Woiwodschaft Großpolen in Polen.

## Gemeinde
Zur Landgemeinde (gmina wiejska) Powidz gehören zehn Ortsteile (deutsche Namen, amtlich bis 1945) mit einem Schulzenamt (sołectwo):
Anastazewo (Annendorf)
Charbin
Ługi
Ostrowo (Huttenwerder)
Polanowo (Paulen)
Powidz (Kurheim)
Powidz-Osiedle
Przybrodzin (Imsee)
Smolniki Powidzkie (Stefansdorf)
Wylatkowo (Waldfelden)